# 常乾坤
常乾坤（1904年9月3日—1973年5月20日），山西省垣曲縣人，中國航空專家、翻譯家、中共第三屆全國人民代表大會代表，中國人民解放軍開國中將之一。譯有《空中領航學》、《飛行原理》、《空中射擊學》、《飛機空氣動力學初級教程》等書。

## 生平

### 在學時期
1925年入黃埔軍校學習，同年加入中國共產黨。1926年考入廣州航空學校，同年赴蘇聯入紅軍航空學校學習。畢業後任蘇聯紅軍獨立航空隊准校領航員。1933年入蘇聯茹科夫斯基空軍學院航空工程系學習。1938年回國。

### 戰爭時期
對日抗戰時先後任迪化（今烏魯木齊）新兵營航空理論教員；八路軍航空工程學校教務主任；中國人民抗日軍政大學第三分校大隊長；延安軍事學院大隊長；軍委俄文學校編輯處處長和軍委總參謀部高級參謀等職。
第二次国共内战時期，任東北民主聯軍航空學校校長、軍委航空局局長。

### 中华人民共和国成立
中華人民共和國成立後，任中國人民解放軍空軍副司令員兼訓練部部長、中國人民志願軍空軍副司令員、中國人民解放軍空軍副司令員兼空軍學院副院長、空軍工程學院院長和政治委員、空軍軍事科研部部長。
1955年被授予中將軍銜，曾獲二級獨立自由勳章、一級解放勳章。1964年任中國航空學會第一屆常務理事。1973年5月20日病逝於北京，年68歲。
| 中国人民解放军空军职务 | 中国人民解放军空军职务                                       | 中国人民解放军空军职务               |
| ---------------------- | ------------------------------------------------------------ | ------------------------------------ |
| 新頭銜                 | 中国人民解放军空军工程学院院长 1960年9月－？                 | 繼任： 薛少卿                        |
| 新頭銜                 | 中国人民解放军空军工程学院政治委员 1960年9月－1964年8月      | 繼任： 韦祖珍                        |
| 教育職務               |                                                              |                                      |
| 新頭銜                 | 中国人民抗日军政大学第三分校俄文队队长 1941年3月－1941年12月 | 繼任： 卢竞如 延安军事学院俄文科科长 |